# Oracle Corporation

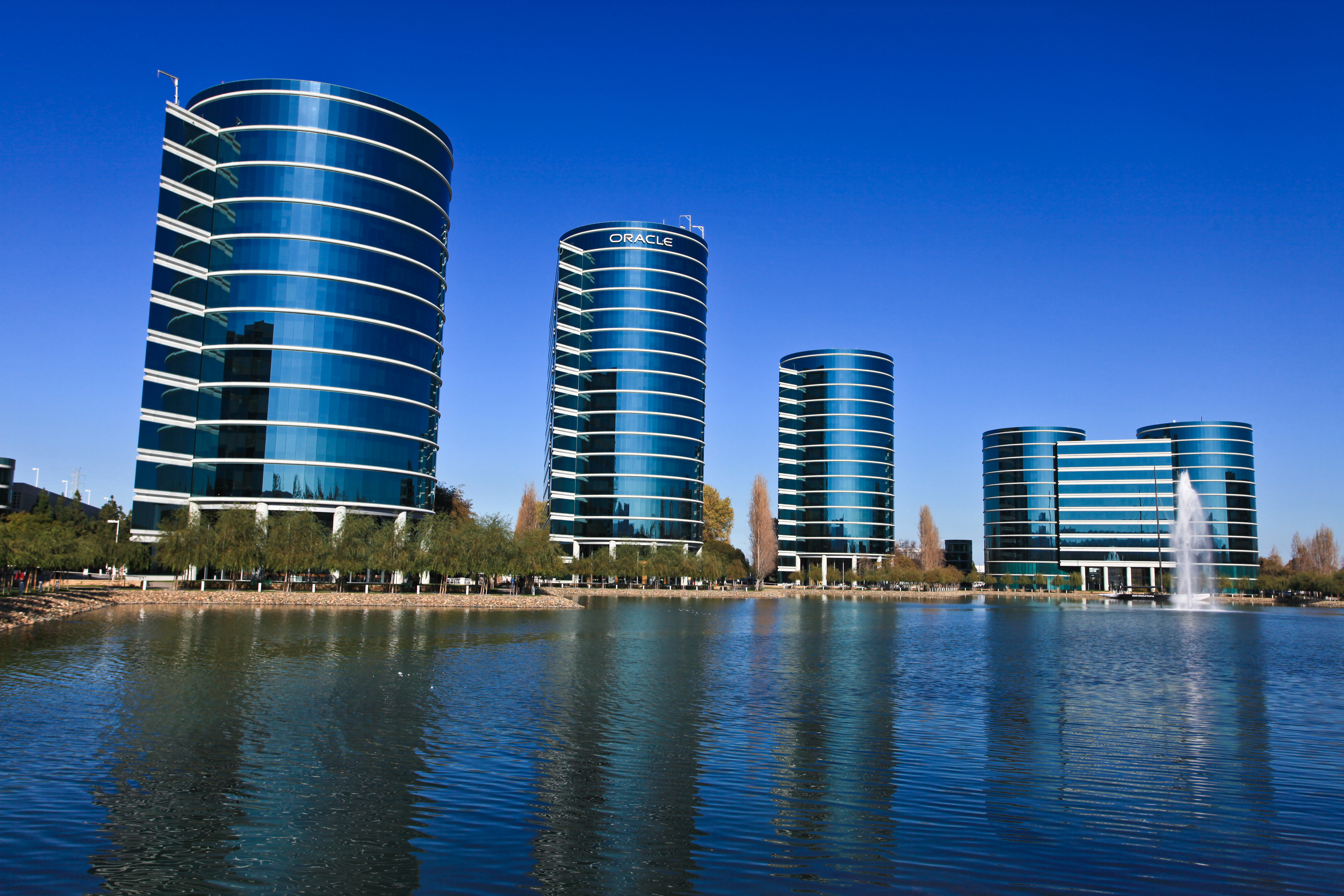
Biura Oracle w Redwood City

Oracle Corporation (wym. [ˈɒɹəkəl]) – amerykańskie przedsiębiorstwo zajmujące się tworzeniem oprogramowania do szeroko rozumianej obsługi przedsiębiorstw, a w szczególności systemów zarządzania bazą danych.
Oracle jest drugim na świecie (po Microsoft) pod względem przychodów sprzedawcą oprogramowania. Firma m.in. osiągnęła to stawiając na tworzenie oprogramowania na Linuxa, także ma własną dystrybucję (Oracle Linux).

## Historia
Przedsiębiorstwo powstało w 1977 roku. W roku 2004 firma po długiej walce przejęła kontrolę nad producentem systemów wspomagających zarządzanie przedsiębiorstwem PeopleSoft.
Oracle jest dostawcą kompleksowych rozwiązań informatycznych dla dowolnego rodzaju przedsiębiorstw i organizacji. Obsługuje na świecie ponad 275 tys. klientów, w tym 98 przedsiębiorstw z listy Fortune 100.
Roczny przychód przedsiębiorstwa wyniósł w roku 2022 ponad 42 mld USD; na badania i rozwój przeznacza ponad 5 miliardów USD. Serwery baz danych, oprogramowanie warstwy pośredniej oraz narzędzia i aplikacje biznesowe, jak również usługi konsultingowe, szkolenia i asysta techniczna oferowane są w 145 krajach na całym świecie. Oracle jest pierwszą firmą, która stworzyła kompletny zestaw oprogramowania dla biznesu obsługiwanego w modelu internetowym.
W styczniu 2005 r. został zakończony proces połączenia Oracle z PeopleSoft; w efekcie fuzji powstał drugi światowy dostawca aplikacji biznesowych, zajmujący pierwsze miejsce na północnoamerykańskim rynku ERP i największy na świecie w dziedzinie oprogramowania HRMS i SCM. Pod koniec stycznia 2006 r. zakończył się proces łączenia z firmą Siebel Systems, dzięki czemu Oracle stał się największym na świecie, po SAP AG, dostawcą oprogramowania CRM przeznaczonego do zarządzania kontaktami z klientem.
W kwietniu 2009 r. Oracle ogłosił, że zamierza kupić Sun Microsystems. Operacja doszła do skutku po jej zatwierdzeniu przez organy antymonopolowe w USA i Europie. Obydwa urzędy wyraziły zgodę, przy czym w tym drugim sprawa rozpatrywana była przez wiele miesięcy. Transakcja przejęcia opiewała na kwotę ponad 7 miliardów dolarów i została ukończona 27 stycznia 2010 r. Oracle w ten sposób stał się właścicielem takiego oprogramowania jak systemy operacyjne Solaris i OpenSolaris, pakiety biurowe StarOffice (obecnie Oracle Open Office) i OpenOffice.org, platformy Java wraz z NetBeans, konkurencyjnej dotychczas bazy danych MySQL i wielu innych produktów firmy Sun.
10 lutego 2010 Oracle ogłosiła na swojej stronie wiadomość o nabyciu izraelskiej firmy Convergin.

## Produkty
Oracle posiada w ofercie kilkaset produktów software, jednak najważniejszym z nich jest Oracle Database z której sprzedaż dostarcza ponad 30% całego przychodu firmy. Niektóre produkty Oracle Corporation to: bazy danych, narzędzia programistyczne i oprogramowanie warstwy pośredniej, jak również zestaw gotowych aplikacji biznesowych:
- bazy danych:
  - Oracle Database
  - MySQL
  - InnoDB
  - Oracle Berkeley DB
- serwery aplikacyjne:
  - Oracle WebLogic
- oprogramowanie warstwy pośredniej:
  - Oracle BPM
  - Oracle Service Bus(inne języki)
  - Oracle Data Service Integrator
- pakiety biurowe:
  - Oracle Open Office
- systemy operacyjne:
  - Oracle Solaris
  - Oracle OpenSolaris
  - Oracle Linux
- produkty CRM:
  - PeopleSoft
  - Siebel
- aplikacje do wirtualizacji
  - Oracle xVM VirtualBox
- system zarządzania HR:
  - HCM Cloud